# Heliocereus
Heliocereus é um gênero botânico da família cactaceae. São cactos epífitos existentes desde o México até à América do Sul.

## Sinonímia
| - Aporocactus Lem. - Aporocereus Fric & Kreuz. - Bonifazia Standl. & Steyerm. - Chiapasia Britton & Rose - Disisocactus Kunze - Disocereus Fric & Kreuz. - Lobeira Alexander | - Mediocereus Fric & Kreuz. - Nopalxochia Britton & Rose - Pseudonopalxochia Backeb. - Trochilocactus Linding. - Wittia K.Schum. - Wittiocactus Rauschert |

## Espécies
| Disocactus ackermannii Disocactus aurantiacus Disocactus cinnabarinus Disocactus kimnachii | Disocactus martianus Disocactus phyllanthoides Disocactus schrankii Disocactus speciosus etc. |